# Португальський крузаду

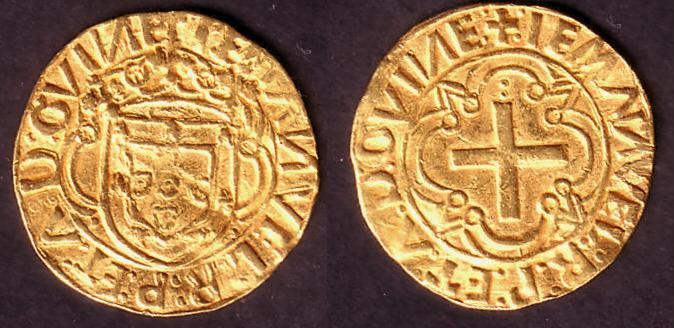
Золотий крузаду, що карбувався за правління Мануеля I Португальського (1495—1521).

Крузаду або крузадо (порт. cruzado) — старовинна португальська монета, що карбувалась у XV—XIX ст.
Перші золоті крузаду (порт. cruzado de ouro) почали карбувати у 1457 році, у правління португальського короля Афонсу V і отримали назву афонсудеуру.
У той час, завдяки систематичним морським експедиціям, що організовував принц Енріке Мореплавець і початку африканської торгівлі, з узбережжя Гвінеї у Португалію почало у значній кількості надходити африканське золото. Це дозволило вперше в історії Португалії розпочати карбування золотих монет, які отримали назву «крузаду» завдяки зображеному на їх реверсі хресту (порт. cruz).
Спочатку крузадо оцінювався у 253 «реала бранко» (грошова одиниця, введена королем Дуарте I), однак вже через 60 років, у правління короля Мануела I, один крузаду коштував вже 400 реалів. Карбування крузаду припинилось у 1555 році.
Після реставрації португальської монархії, в 1642 році новий португальський король Жуан IV наказав знову розпочати карбування крузаду, на цей раз вже з срібла (порт. cruzado de prata). У такому вигляді (хоча його вага і вартість час від часу змінювалися) крузаду проіснував ще майже два сторіччя, до 1835 року.